# 趙明遠
趙明遠（16世紀—17世紀），字虛白，號湛宇，河南開封府原武縣人，明朝、南明政治人物。

## 生平
趙明遠是萬曆四十六年（1618年）舉人，崇禎七年（1634年）成進士，獲授直隸盧龍縣知縣，有廉聲，九年降職爲真定府經歷；十年升任南和縣知縣，釐清羨金、省卻俵馬，並革除弊政。鄰縣有富翁殺人，拿出讞金抵罪，他明斷裁決，堅拒納賄而使其正法。十一年入為戶部福建司主事，轉湖廣司員外郎，曾前往臨清鈔關榷稅。因父母年老，請求辭官終養。戶部尚書請求他留任，他勉為其難答應，不久母親逝世回鄉，尚未服喪完畢北京已經失陷。
弘光時，起為戶部郎中。
清朝徵求明朝遺老，河南巡撫羅繡錦多次檄召趙明遠出仕，他隱居不起，閉門讀書教授門生；荒年時捐錢煮粥令人民存活，縣令呂君贈詩，有「青蛈飛處滿城溫」的句子。卒年七十六。有作品《世德堂詩文》及《碎晤格言稿草》藏於家，雍正九年（1731年）入祀忠義祠。

## 引用
1. 1 2  錢海岳《南明史·卷三十一·列傳第七》：明遠，字虛白，原武人。崇禎七年進士。歷盧龍、南和知縣。縣困賦役，釐羨金，省俵書，抵富生殺嫡獄。入為陝西司員外郎，憂歸。
2. ↑  《崇祯七年甲戌科进士履历便览》：赵明远，曾祖东熙，祖鸿宾，父训。湛宇，诗三房，己亥年十月十五日生，开封府原武县人，戊午乡试六十名，会一百二十八名，三甲六十四名，刑部观政，六月授卢龙知县，丙子降補真定府经历，丁丑升南和知县，戊寅升户部福建司主事，庚辰升湖廣司员外，辛巳京察。
3. ↑  康熙《原武縣志·卷七》：趙明遠，字虛白，號湛宇。幼穎異，沉靜寡言笑，每以古人自期。領萬歷戊午鄉薦，（崇禎）甲戌成進士，除盧龍令。耿介慈惠，循名茂著，調任南和。南和素困賦役，明遠至，釐羨金、省俵馬，諸為民累者皆以次革除，民比戶無愁嘆聲。鄰邑有富生殺嫡獄，每讞輙輦金自免直指悉，明遠廉且明委斷斯獄。大力者欲以梗陽之例進，明遠面拒而之卒抵於法。膺薦入為戶部主事，搜剔奸弊蠧胥，洗手奉約束，轉員外郎主榷臨清，以親老乞終養。
4. ↑  錢海岳《南明史·卷三十一·列傳第七》：（弘光）時戶部司官先後可紀者，為葛遇朝、張弘弼、吳國斗、雍鳴鸞、趙明遠、許承欽、任弘震、區志遠、秦堈、夏時泰、曹璣、陸禹思、張大章、何應璜、方岳朝、周憲申、蔡元宸、陳宗大、趙翼心、盛黃、周伯瑞、張永禧、劉世斗、侯鼎鉉、傅如湯、張鼎隅、趙悅心、王際泰、章甫、徐懋賢、倪元善。……起郎中，清徵遺逸，辭。卒年七十六。
5. ↑  康熙《原武縣志·卷七》：大司農以時事當多，三營呼庚，方倚君如左右手，不允所請，勉為視事。未幾內艱回里，服未闋而皇清定鼎，嚮用諸老，中丞羅公屢檄趨裝，明遠堅臥不起。閉門掃軌讀書，課子焚積，劵痤枯骨。歲饑，捐錢煮粥，多所存活。邑令呂君贈以詩，有「青蛈飛處滿城溫」之句。年七十六卒，所著有《世德堂詩文》及《碎晤格言稿草》於家，雍正九年崇祀忠義祠。